# 卡伯森 (北卡羅萊納州)
卡伯森（英語：Culberson）是位於美國北卡羅萊納州切羅基縣的非建制地區。

## 歷史
卡伯森的郵局自1887年營運至今。

## 地理
卡伯森所處的海拔為高於海平面496米（即1627英呎），而該地所採用的時區為UTC-5，即北美东部时区（EST）。同時該地設有夏令時間，為UTC-5調快一小時，即UTC-4（EDT）。